# X-99
X-99 är en segelbåt som konstruerades 1985 och tillverkades fram till 2004; sammanlagt 605 båtar tillverkades. Båten är 10 meter lång, 3 meter bred och sticker 1,75 meter. Vikten får inte understiga 2980 kg. Hon har ett LYS i Sverige på 1,26 men kappseglas i huvudsak entyp.

## Källhänvisningar
- Sailguide X-99